# Kato Zakros
Kato Zakros (griechisch Κάτω Ζάκρος (f. sg.) ‚Unteres Zakros‘) ist ein Ortsteil der Ortsgemeinschaft Zakros an der Ostküste der griechischen Insel Kreta. Zakros gehört zum Gemeindebezirk Itanos der Gemeinde Sitia. Eine minoische Palastanlage und gute Wandermöglichkeiten machen den Ort vornehmlich im Sommerhalbjahr zu einem viel besuchten Ausflugsziel.

## Sehenswürdigkeiten
Der 20 Einwohner (2011) zählende Ort Kato Zakros ist bekannt für die archäologische Ausgrabungsstätte des minoischen Palastes von Zakros. Nach Beendigung der Ausgrabungen wurden die Gebäudereste der Öffentlichkeit zugänglich gemacht. Dies führte zur Ansiedlung mehrerer Tavernen und Unterkünfte an der Küste, der Bucht von Zakros (Όρμος Ζάκρου (m. sg.) Órmos Zákrou), östlich des Palastbereiches. 

## Wanderwege
Der Ort ist Ausgangs- bzw. Endpunkt des Europäischen Fernwanderwegs E4 auf Kreta, der von Kato Zakros durch die Schlucht der Toten hinauf nach Epano Zakros (Επάνω Ζάκρος (f. sg.) ‚Oberes Zakros‘) führt.

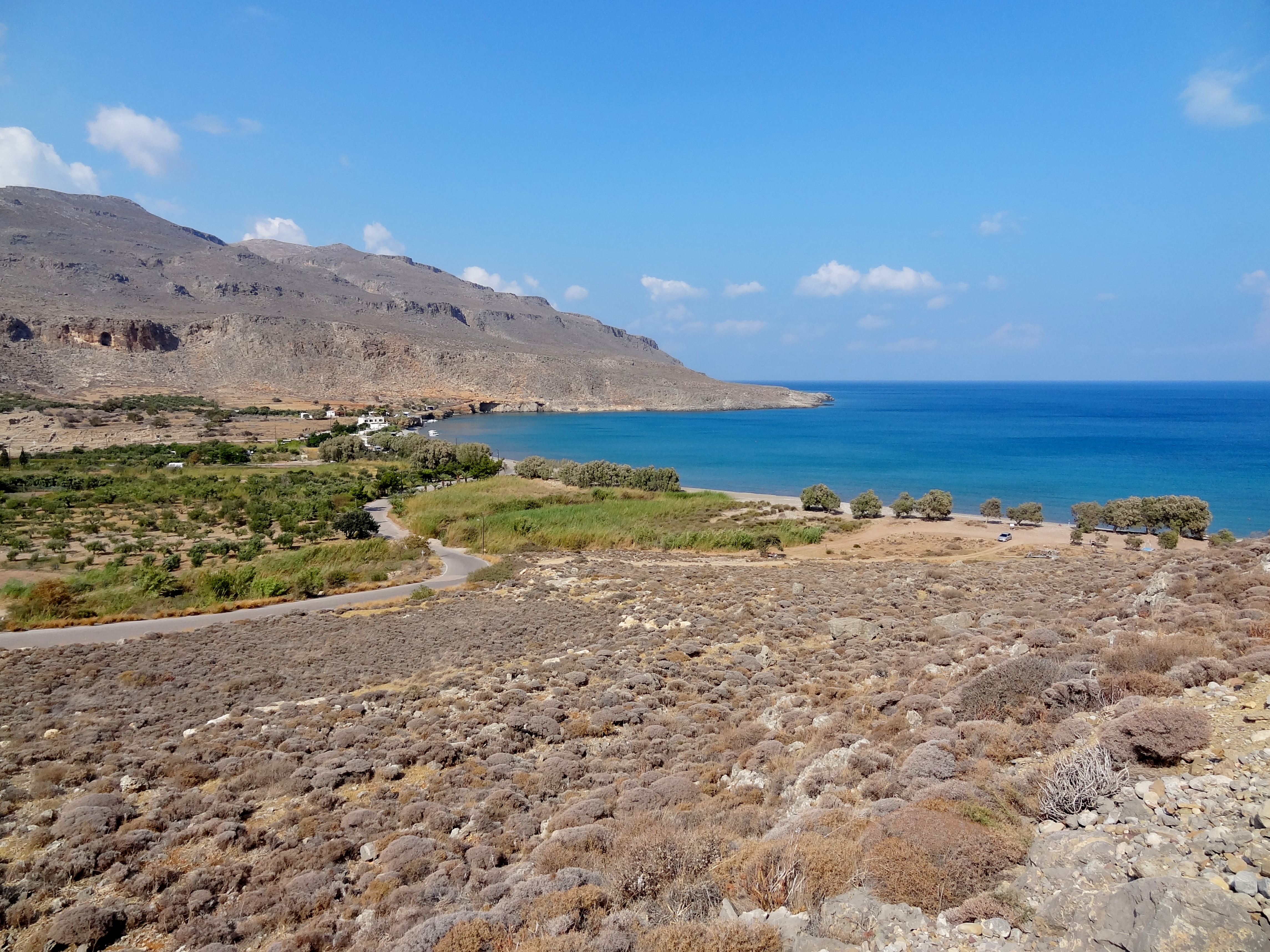
Bucht von Zakros

Außer der Wanderung durch die Schlucht der Toten beginnen im Ort mehrere ausgeschilderte Wanderwege. Für den Rundweg über den Aussichtsberg Skopeli (395 m) zur Pelekita-Höhle benötigt man etwa vier Gehstunden. Am Kieselstrand von Kato Zakros beginnt ein Küstenpfad nach Xerokambos (hin und zurück etwa fünf Stunden).